# Темрюк Ідарович
Темрюк Ідарович (*д/н —1570) — уалій-пши (великий князь) Малої Кабарди з 1556 до 1570 року, союзник Московського царства у боротьбі проти Кримського ханства.

## Життєпис
Походив із династії Інала Великого, володаря єдиної Кабарди. Син Ідара-мірзи, що мав значні володіння у Великій Кабарді. Стосовно дати народження Темрюка немає відомостей. Після конфлікту з Кайтуко, володарем Великої Кабарди, Темрюк перебирається до свого двоюрідного дяді Джіляхстана, правителя Малої Кабарди. Після смерті останнього у 1556 році Темрюк-мурза став уалій-пши (великим князем) Малої Кабарди.
Із самого початку вів виснажливі війни з Великою Кабардою та Кримським ханством. У пошуках союзників Темрюк Ідарович у 1552 році відправив посольство до москвоського царя Івана IV Грозного стосовно отримання допомоги в боротьбі з кримськими татарами. Натомість Мала Кабарда визнавала залежність від Московії, що було умовністю з огляду на невеликий вплив московитів на Кавказі. У 1556 році захопив татарське місто Тумнев, який перейменовано у Темрюк.
У 1558 році відправив до Москви посольство на чолі зі своїми синами Салтанкул-мірзою і Булгайрук-мірзою. Через своїх послів Темрюк-мурза знову попросив у Івана IV військової допомоги в боротьбі з сусідніми гірськими правителями. Салтанкул залишився в Москві, прийняв хрещення під ім'ям Михайла та отримав прізвище Черкаський (кабардинців у Москві звали черкесами). У 1560 році військо Темрюка разом з московитами на чолі із Іваном Черемісовим рушило проти Будая, шамхала Казікумхського, в результаті чого вдалося захопити Таркі, другу столицю шамхальства. Проте того ж року кабардино-російські війська відступили з Таркі.
У 1561 році цар Іван IV оженився з донькою Темрюка — Кученей, що охрестилася під ім'ям Марії. Ця обставина ще більше посилила союз Малої Кабарди з Московією. У 1563 році Темрюк Ідарович отримав від свого зятя військовий загін стрільців на чолі із воєводою Г. Плещеєвим. Разом із російськими стрільцями Темрюк здійснив успішний похід проти своїх супротивників з Великої Кабарди на чолі із Пшепшуко Кайтукіном і завдав їм нищівної поразки. Темрюк розорив родові володіння князів Кайтукінів і примусив їх платити данину.
У 1566 році разом з московським військом під головуванням князя Івана Дашкова і Матвія Ржевського Темрюк спустошив володіння Пшепшуко Кайтукіна у Великій Кабарді, захопивши багато полонених. Незабаром союзники ще раз завдали поразки військам Великої Кабарди. У 1567 році за пропозицією Темрюка Ідаровича московити спорудили фортецю при злитті річок Сунжи та Тереку. Того ж року в союзі з московитами Темрюк переміг шамхала Будая I та його сина Сурхая, з яких перший загинув у битві. Втім в цей час Мала Кабарда зазнала атаки кримського хана Девлет-Ґірея, в результаті володіння Темрюка були спустошені.
У 1569 році війська Темрюка перерізали шляхи постачання османських військ на чолі з Каміс-беєм, паши Кафи, та кримськотатарських під орудою Девлет-Ґірея, що намагалися захопити Астрахань. На зворотньому шляху, користуючись місцевістю, грабували відступаючих османів та кримських татар.
У 1570 році кримські татари на чолі з Аділ-Ґіреєм захопили кабардинську фортецю Темрюк, після чого рушили проти союзників Темрюка Ідаровича — черкесів. У битві при Ахужі (ліва притока Кубані) кабардинці зазнали поразки, а Темрюка Ідаровіча було смертельно поранено, його сини Беберюк і Мамстрюк, потрапили у полон. Ця подія призвела до послаблення Малої Кабарди та піднесення Великої Кабарди, союзника Кримського ханства. В свою чергу поразка Малої Кабарди призвело до ослаблення позиції Московського царства на Кавказі.